# Zespół „Gawęda”
Zespół „Gawęda” – reprezentacyjny Zespół Artystyczny Związku Harcerstwa Polskiego im. harcmistrzyni Barbary Kieruzalskiej.

## Opis
Gawęda jest zespołem dziecięco-młodzieżowym, powstałym 13 października 1952 r. w Domu Harcerza na Pradze. Wtedy to 24-letni instruktor wychowania artystycznego Andrzej Kieruzalski rozpoczął zajęcia z 30-osobową grupą dzieci. Trzynaścioro wytrwałych zagrało pierwsze przedstawienie Gawędy pt. O Żaczku Szkolaczku i Sowizdrzale.
W ciągu prawie 65 lat istnienia Gawęda dała ponad 6000 przedstawień na całym świecie. Wykonawcy gościli m.in. w Stanach Zjednoczonych, na Kubie, w Japonii, na Tajwanie, w Australii. Tańczyli i śpiewali dla Jana Pawła II. Do 2017 roku przez zespół przewinęło się ponad 16 000 dzieci i młodzieży.
Najwięcej piosenek powstało dzięki Wandzie Chotomskiej i Włodzimierzowi Korczowi, najwięcej masek i elementów scenografii dzięki Adamowi Kilianowi. Rezerwat – pierwszy dziecięcy musical – napisany został przez Krzysztofa Gradowskiego i Andrzeja Korzyńskiego.  
W Gawędzie śpiewali między innymi: Krzysztof Gradowski, Marek Kościkiewicz (założyciel zespołu De Mono), Wojciech Mann, Magdalena Mielcarz, Anna Nehrebecka, Danuta Stankiewicz, Agnieszka Wagner, Szymon Zbroch, Aleksandra Woźniak i Andrzej Zaorski
Przez większą część swojego istnienia zespół miał swoją siedzibę w warszawskim Pałacu Młodzieży (część Pałacu Kultury i Nauki). Dokumentacja działalności zespołu jest przechowywana jako depozyt w archiwum Fundacji Ośrodka Karta.

## Dyskografia
- Gawęda i detektywi (widowisko; 1986; słowa Wanda Chotomska; muzyka Włodzimierz Korcz; wydane na kasecie)
- Gawęda – Na deszcz i pogodę (widowisko; słowa Wanda Chotomska; muzyka Teresa Niewiarowska; wydane na kasecie i na płycie); aranżacje Krzysztof Marzec
- Gawęda – W 80 minut dookoła świata (widowisko; słowa Wanda Chotomska; muzyka Teresa Niewiarowska; aranżacje Jerzy Suchocki; wydane na płycie długogrającej (Tonpress SX-T 29 stereo) i na kasecie)
- Gawęda w cyrku (widowisko; słowa Wanda Chotomska; muzyka W. Korcz; wydane na kasecie)